# Адольф Скулте
Адольф Петрович Скулте (латис. Ādolfs Skulte; *28 жовтня 1909, м. Київ — †20 березня 2000, м. Рига, Латвія) — латвійський і радянський композитор і педагог.

## Біографія
Підготував низку латвійських композиторів, серед яких Айвар Калейс, Ромуалдс Калсонс, Імантс Земзаріс, Ромуальд Грінблат, Імантс Калниньш.
Як композитор, Скулте написав яскраві оркестрові та вокальні твори, також три опери (одна для дітей) і два балети. Його брат також був композитор — Бруно Скулте.